# Михалис Ракинцис
Михалис Ракинцис (на гръцки: Μιχάλης Ρακιντζής) е гръцки музикант – певец, китарист и автор на песни, роден на 3 април 1961 г. в Атина, Гърция. През 80-те години пее в групата Scraptown във Великобритания, където също и учи. След като групата се разпада, той се прибира в Гърция и започва солова кариера. Пробивът идва през 1987 г., когато песента Moro mou faltso става хит. Едноименният албум е награден със златен диск.
През 1991 г. е избран за артист на годината от читателите на музикалното списание Popcorn. Ракинцис е работил с международни артисти, като Иън Гилън от Дийп Пърпъл и Бони Тайлър.
Той представлява Гърция на конкурса за песен на Евровизия през 2002 г. в Талин. Песента SAGAPO привлича много внимание заради различния начин на изпълнение. Комбинацията от облекло, танц и нервност в гласа означава, че гласовете по телефона не са получени и приносът завършва вечерта на шестнадесето място.

## Дискография
| Moro mou faltso              | 1987 |
| Isovia                       | 1988 |
| Dikaioma gia 1+1             | 1989 |
| Apagogi                      | 1990 |
| Na eisai ekei                | 1991 |
| Etsi m' aresei (с Иън Гилън) | 1992 |
| Ethnic                       | 1994 |
| H Proti apili                | 1995 |
| Trancemix                    | 1996 |
| Se ena vradi oti zisoume     | 1997 |
| Kathreftis                   | 1998 |
| Ton filo sou zilevo          | 1999 |
| Oniro 13                     | 2001 |
| S.A.G.A.P.O.                 | 2002 |
| SOLO                         | 2003 |
| Bar Code                     | 2005 |
| Made in Greece               | 2006 |